# مرکز جهانی پرندگان شکاری
مرکز جهانی پرندگان شکاری (به انگلیسی: World Center for Birds of Prey) در بویزی، آیداهو، مقر بنیاد شاهین، یک سازمان بین‌المللی غیرانتفاعی است که در سال ۱۹۷۰ تأسیس شد و از پرندگان شکاری در معرض خطر در سراسر جهان محافظت می‌کند.
با ساخت آن در سال ۱۹۸۴، مرکز جهانی پرندگان شکاری در ۵۸۰ جریب فرنگی (۲٫۳ کیلومتر مربع) واقع شده است. در بالای تپه مشرف به بویزی، در جنوب فرودگاه و شرق کونا، پردیس شامل دفتر تجاری The Peregrine Fund، امکانات پرورش پرندگان شکاری در خطر انقراض، مرکز تفسیری ولما موریسون، و ساختمان مجموعه هریک است که یک کتابخانه تحقیقاتی بزرگ و آرشیو شاهین‌داری را در خود جای داده است.
صندوق پرگرین به دلیل تلاش‌های جهانی برای حفاظت و بازیابی پرندگان شکاری کمیاب و در معرض خطر شناخته شده است. نخستین تلاش سازمان برای بازیابی بر روی شاهین بحری متمرکز بود که به دلیل استفاده گسترده از ماده شیمیایی DDT با انقراض روبرو بود. شاهین بحری در سال ۱۹۹۹ در یک جشن بین‌المللی که در بویزی برگزار شد، از فهرست گونه‌های در حال انقراض ایالات متحده حذف شد.